# Nunatak Castro
Nunatak Castro är en nunatak i Antarktis. Den ligger i Västantarktis. Argentina, Chile och Storbritannien gör anspråk på området. Toppen på Nunatak Castro är 196 meter över havet.
Terrängen runt Nunatak Castro är kuperad söderut, men norrut är den platt. Terrängen runt Castro sluttar österut. Trakten är obefolkad. Det finns inga samhällen i närheten.